# Black-ish
Black-ish est une série télévisée américaine en 175 épisodes de 22 minutes créée par Kenya Barris et diffusée entre le 24 septembre 2014 et le 19 avril 2022 sur le réseau ABC et en simultané sur Citytv au Canada.
En France, la série est proposée depuis le 1er janvier 2017 sur le service de vidéo à la demande Afrostream et diffusée à la télévision depuis le 18 mars 2017 sur Comédie+. Elle est également diffusée depuis 2017 sur Canal+ et depuis le 16 octobre 2019 sur Canal+ Comédie. Elle est aussi proposée sur SFR Play VOD illimitée en 2017. Elle reste inédite dans les autres pays francophones.
Une série dérivée, Grown-ish, qui se concentre sur la vie étudiante de Zoey Johnson, est diffusée depuis janvier 2018 sur Freeform.
En mai 2019, ABC a commandé un autre spin-off de la série, Mixed-ish, diffusé depuis le 24 septembre 2019, se déroulant dans les années 1980.

## Synopsis
Andre Johnson, un Afro-Américain marié et père de quatre enfants, surfe sur le succès et obtient une promotion dans une agence de publicité de Los Angeles. La vie lui sourit mais il se plaint du peu d’intérêt manifesté par ses enfants pour la culture afro-américaine.

## Distribution

### Acteurs principaux
- Anthony Anderson (VFB : Sébastien Hébrant) : Andre « Dre » Johnson Sr.
- Tracee Ellis Ross (VFB : Marcha Van Boven) : Dr Rainbow « Bow » Johnson
- Yara Shahidi (VFB : Aaricia Dubois) : Zoey Johnson (principale saisons 1 à 3, récurrente saisons 4 à 8)
- Marcus Scribner (VFB : Esteban Oertli) : Andre Johnson Jr.
- Marsai Martin (VFB : Noa Lecot) : Diane Johnson
- Miles Brown (en) (VFB : Arsène Van Der Bruggen) : Jack Johnson
- Jenifer Lewis (VFB : Monique Schlusselberg) : Ruby Johnson (récurrente saison 1, principale saisons 2 à 8)
- Jeff Meacham (en) (VFB : Maxime Donnay) : Josh Oppenhol (récurrent saisons 1 et 3 à 5, principal saisons 2 et 6 à 8)
- Peter Mackenzie (en) (VFB : Michel Hinderyckx) : Leslie Stevens (récurrent saisons 1 et 2, principal saisons 3 à 8)
- Deon Cole (VFB : Pierre Lognay) : Charlie Telphy (récurrent saison 1 à 3, principal saisons 4 à 8)
- August et Berlin Gross : DeVante Johnson (invité saison 3, principal saisons 4 à 8)
- Katlyn Nichol (VFB : Marie Braam) : Olivia Lockhart (invitée saison 6, principal saisons 7 et 8)

### Acteurs récurrents
- Laurence Fishburne (VFB : Robert Guilmard) : Earl « Pops » Johnson
- Nelson Franklin (en) : Connor Stevens
- Anna Deavere Smith (VFB : Nathalie Hons) : Alicia Johnson
- Beau Bridges : Paul Johnson
- Raven-Symoné (VFB : Micheline Tziamalis) : Rhonda Johnson
- Nicole Sullivan : Janine
- Catherine Reitman : Lucy
- Wanda Sykes (VFB : Carine Seront) : Daphne Lido
- Allen Maldonado (en) (VF : Alexis Flamant) : Curtis
- Daveed Diggs : Johan, frère du Dr Rainbow « Bow » Johnson (saison 3)
- Rashida Jones : Santamonica Johnson
- Issac Ryan Brown (en) : Dre Johnson (jeune)
- Jennie Pierson : Ms Davis
- Emerson Min : Mason

- Version française
  - Société de doublage : Dubbing Brothers - Belgique[6]
  - Direction artistique : Jennifer Baré[6]
  - Adaptation des dialogues : Sandrine Chevalier[6] et Ghislaine Gozès[6]

Source VF :Doublage Séries Database

## Développement

### Production
Le 16 janvier 2014, ABC a officiellement commandé le pilote,.
Le 8 mai 2014, le réseau ABC annonce officiellement après le visionnage du pilote, la commande de la série,,,.
Le 9 octobre 2014, ABC commande une saison complète de 22 épisodes, puis le 23 octobre, commande deux épisodes supplémentaires.
Le 7 mai 2015, ABC renouvelle la série pour une deuxième saison de 22 épisodes. Puis mi-novembre 2015, la chaîne commande deux épisodes supplémentaires portant finalement la saison à 24 épisodes.
Le 3 mars 2016, ABC annonce le renouvellement de la série pour une troisième saison. Puis le 13 décembre 2016, ABC prolonge la saison de deux épisodes supplémentaires portant finalement la saison à 24 épisodes.
Le 11 mai 2017, ABC renouvelle la série pour une quatrième saison.
Le 15 janvier 2018, dans le cadre d'un partenariat publicitaire, Procter & Gamble modifie le scénario de la série Black-ish.
Le 11 mai 2018, la série est reconduite pour une cinquième saison par ABC.
Le 2 mai 2019, ABC reconduit la série pour une sixième saison.
Le 21 mai 2020, ABC renouvèle la série pour une septième saison.
Une huitième saison, qui sera la dernière, est commandée le 14 mai 2021.

### Casting
Le casting a eu lieu en février et mars 2014 dans cet ordre : Anthony Anderson et Laurence Fishburne, Tracee Ellis Ross et Yara Shahidi. À la fin mars, Marcus Scribner, Miles Brown et Caila Martin ont obtenu un rôle (Caila étant remplacée en mai par Marsai Martin).
Le 20 juin 2016, Peter Mackenzie (en) est promu, à la distribution principale de la troisième saison.
Le 20 juillet 2016, Daveed Diggs rejoint la distribution de la troisième saison dans le rôle récurrent de Johan, le frère du Dr Rainbow « Bow » Johnson.

## Épisodes
| Saisons | Saisons | Épisodes | États-Unis        | États-Unis    | France          | France        |
| Saisons | Saisons | Épisodes | Début de saison   | Fin de saison | Début de saison | Fin de saison |
| ------- | ------- | -------- | ----------------- | ------------- | --------------- | ------------- |
|         | 1       | 24       | 27 septembre 2014 | 14 mai 2015   | 18 mars 2017    | 22 avril 2017 |
|         | 2       | 24       | 23 septembre 2015 | 18 mai 2016   | 29 avril 2017   | 3 juin 2017   |
|         | 3       | 24       | 21 septembre 2016 | 10 mai 2017   | 18 février 2018 | 6 mai 2018    |
|         | 4       | 23       | 3 octobre 2017    | 16 mai 2018   | Date inconnue   | Date inconnue |
|         | 5       | 23       | 16 octobre 2018   | 21 mai 2019   | Date inconnue   | Date inconnue |
|         | 6       | 23       | 24 septembre 2019 | 5 mai 2020    | Date inconnue   | Date inconnue |
|         | 7       | 21       | 21 octobre 2020   | 18 mai 2021   | Date inconnue   | Date inconnue |
|         | 8       | 13       | 4 janvier 2022    | 19 avril 2022 | Date inconnue   | Date inconnue |

## Audiences

### Aux États-Unis
Le mercredi 24 septembre 2014, ABC diffuse l'épisode pilote qui s'effectue devant 11,04 millions de téléspectateurs avec un taux de 3,3 % sur les 18⁄49 ans, soit un très bon lancement. Puis, la série oscille entre 8 et 6 millions de fidèles pour réunir en moyenne 7 millions de téléspectateurs durant sa première saison.
Le mercredi 23 septembre 2015, la série revient pour une deuxième saison en effectuant un retour inférieur à la première avec 7,3 millions de présent et un taux de 2,4 % sur les 18⁄49 ans, mais supérieur à la moyenne de la saison précédente. Ensuite la saison réunit entre 5 et 6 millions de fidèles. En moyenne, cette deuxième saison réunit 5,8 millions de fidèles, soit un retrait de 1.2 million de téléspectateurs sur un an.
| Saison | Nombre d'épisodes | Jour et heure de diffusion | Diffusion originale sur ABC | Diffusion originale sur ABC | Année     | Audience moyenne (en millions) | Audience moyenne (en millions) | Audience moyenne (en millions) |
| Saison | Nombre d'épisodes | Jour et heure de diffusion | Début de saison             | Fin de saison               | Année     | Première                       | Finale                         | Moyenne                        |
| ------ | ----------------- | -------------------------- | --------------------------- | --------------------------- | --------- | ------------------------------ | ------------------------------ | ------------------------------ |
| 1      | 24                | Mercredi 21 h 30           | 27 septembre 2014           | 14 mai 2015                 | 2014-2015 | 11.04                          | 5.36                           | 7.00                           |
| 2      | 24                | Mercredi 21 h 30           | 23 septembre 2015           | 18 mai 2016                 | 2015-2016 | 7.30                           | 5.05                           | 5.80                           |
| 3      | 24                | Mercredi 21 h 30           | 21 septembre 2016           | 10 mai 2016                 | 2016-2017 | 6.39                           | 4.75                           | 5.10                           |
| 4      | 23                | Mardi 21 h                 | 3 octobre 2017              | 16 mai 2018                 | 2017-2018 | 4.71                           | 4.96                           | 4.30                           |
| 5      | 23                | Mardi 21 h                 | 16 octobre 2018             | 21 mai 2019                 | 2018-2019 | 4.10                           | 2.92                           |                                |

## Distinctions
La série, plusieurs acteurs et l'équipe technique ont été nommés ou récompensés.
| Année | Travail nommé     | Catégorie                                            | Résultat   |
| ----- | ----------------- | ---------------------------------------------------- | ---------- |
| 2017  | Black-ish         | Meilleure série télévisée musicale ou comique        | Nomination |
| 2017  | Tracee Ellis Ross | Meilleure actrice dans une série musicale ou comique | Lauréat    |
| 2017  | Anthony Anderson  | Meilleur acteur dans une série musicale ou comique   | Nomination |
| 2018  | Anthony Anderson  | Meilleur acteur dans une série musicale ou comique   | Nomination |
| 2018  | Black-ish         | Meilleure série télévisée musicale ou comique        | Nomination |

| Année | Travail nommé     | Catégorie                                                  | Résultat   |
| ----- | ----------------- | ---------------------------------------------------------- | ---------- |
| 2015  | Anthony Anderson  | Meilleur acteur                                            | Nomination |
| 2016  | Anthony Anderson  | Meilleur acteur                                            | Nomination |
| 2016  | Black-ish         | Meilleure série télévisée comique                          | Nomination |
| 2016  | Tracee Ellis Ross | Meilleure actrice dans une série télévisée comique         | Nomination |
| 2017  | Black-ish         | Meilleure série télévisée comique                          | Nomination |
| 2017  | Anthony Anderson  | Meilleur acteur                                            | Nomination |
| 2017  | Tracee Ellis Ross | Meilleure actrice dans une série télévisée comique         | Nomination |
| 2017  | Wanda Sykes       | Meilleure actrice invitée dans une série télévisée comique | Nomination |

| Année | Travail nommé    | Catégorie                                               | Résultat   |
| ----- | ---------------- | ------------------------------------------------------- | ---------- |
| 2017  |                  | Meilleure distribution pour une série télévisée comique | Nomination |
| 2017  | Anthony Anderson | Meilleur acteur dans une série télévisée comique        | Nomination |
| 2018  |                  | Meilleure distribution pour une série télévisée comique | Nomination |
| 2017  | Anthony Anderson | Meilleur acteur dans une série télévisée comique        | Nomination |

| Année | Travail nommé | Catégorie                     | Résultat |
| ----- | ------------- | ----------------------------- | -------- |
| 2016  | Black-ish     | Programme télévisé de l'année | Lauréat  |

| Année | Travail nommé | Catégorie                    | Résultat |
| ----- | ------------- | ---------------------------- | -------- |
| 2015  | Black-ish     | Meilleure comédie            | Lauréat  |
| 2016  | Black-ish     | Top 10 des séries de l'année | 7e place |
| 2017  | Black-ish     | Meilleure comédie            | Lauréat  |
| 2017  | Black-ish     | Top 10 des séries de l'année | 5e place |

| Année | Travail nommé                                      | Catégorie                                              | Résultat |
| ----- | -------------------------------------------------- | ------------------------------------------------------ | -------- |
| 2018  | John Peter Bernardo et Jamie Pedroza épisode Lemon | Comédie la mieux montée pour la télévision commerciale | Lauréat  |

| Année | Travail nommé     | Catégorie         | Résultat   |
| ----- | ----------------- | ----------------- | ---------- |
| 2015  | Tracee Ellis Ross | Meilleure actrice | Nomination |
| 2015  | Anthony Anderson  | Meilleur acteur   | Nomination |
| 2016  | Tracee Ellis Ross | Meilleure actrice | Nomination |
| 2016  | Anthony Anderson  | Meilleur acteur   | Nomination |
| 2017  | Yara Shahidi      | Jeune star        | Lauréat    |
| 2017  | Marsai Martin     | Jeune star        | Nomination |

| Année | Travail nommé      | Catégorie                                              | Résultat   |
| ----- | ------------------ | ------------------------------------------------------ | ---------- |
| 2017  | Jenifer Lewis      | Meilleure actrice dans un second rôle dans une comédie | Lauréat    |
| 2017  | Anthony Anderson   | Meilleur acteur dans une comédie                       | Nomination |
| 2017  | Tracee Ellis Ross  | Meilleure actrice dans une comédie                     | Nomination |
| 2017  | Laurence Fishburne | Meilleur acteur dans un second rôle dans une comédie   | Nomination |
| 2017  | Yara Shahidi       | Meilleure actrice dans un second rôle dans une comédie | Nomination |
| 2017  | Rashida Jones      | Meilleure actrice dans un second rôle dans une comédie | Nomination |
| 2017  | Black-ish          | Meilleure comédie                                      | Nomination |
| 2017  | Ken Whittingham    | Meilleure réalisation pour une comédie                 | Nomination |
| 2017  | Kenya Barris (en)  | Meilleure réalisation pour une comédie                 | Nomination |
| 2017  | Kenya Barris       | Meilleur scénario pour une comédie                     | Nomination |

| Année | Récompense                               | Catégorie                                | Nommé(s)          | Résultat   |
| ----- | ---------------------------------------- | ---------------------------------------- | ----------------- | ---------- |
| 2016  | 42e cérémonie des People's Choice Awards | Nouvelle comédie TV favorite             | Black-ish         | Nomination |
| 2016  | 42e cérémonie des People's Choice Awards | Meilleur acteur dans une série comique   | Anthony Anderson  | Nomination |
| 2016  | 42e cérémonie des People's Choice Awards | Meilleure actrice dans une série comique | Tracee Ellis Ross | Nomination |
| 2017  | 43e cérémonie des People's Choice Awards | Série préférée                           | Black-ish         | Nomination |